# Een naakte vrouw
Een naakte vrouw is een verhaal geschreven door de Brit Christopher Priest in 1974. Het werd oorspronkelijk onder de titel A woman naked uitgegeven in 1974 in de verzamelbundel Real-Time World. In het Nederlandse taalgebied verscheen het in de bundel Vuurstorm bij Born NV Uitgeversmaatschappij in de serie Born SF (1978).  

## Het verhaal
In een wereld waarin veel meer mannen zijn dan vrouwen, worden vrouwen door mannen bestraft als ze overspel plegen. Die straf bestaat uit het ongekleed door het leven moeten gaan voor een proefperiode. Dat gebeurt onder het motto: "Je hebt ongezien onzedelijk gedrag getoond, laat het nu dan maar eens zien". Gedurende die straftermijn mag de gestrafte door niemand bijgestaan worden, want ook daarop staat een straf. Tijdens de straf wordt de vrouw nagestaard en hangt de dreiging van aanranding steeds in de lucht, alhoewel dat ook strafbaar is. Als de proefperiode erop zit, moet de misdadigster een wandeling van een half uur (naakt) door de stad maken van het registratiekantoor naar het gerechtsgebouw. Aangezien dat een bekende route is, staan juist daar allerlei groepjes mannen om “de naakte vrouw” te bekijken, uit te jouen. De vrouw wordt tijdens de wandeling steeds nerveuzer, de dreiging van verkrachting als zij het gerechtgebouw nadert wordt steeds groter, de groep mannen wordt namelijk ook steeds groter. Dan als het gerechtsgebouw in zicht komt, wijken plotseling alle de mannen van haar zijde en staat zij er alleen voor. Een kans op lichamelijke verkrachting/aanranding is eveneens geweken.
Om de vrijheid terug te verdienen moet de gestrafte exact vertellen wat er tijdens het overspel is gebeurd en begint de geestelijke verkrachting/aanranding van de vrouw.